# Affaire Nishiyama
Pour les articles homonymes, voir Nishiyama.
L'affaire Nishiyama (西山事件, Nishiyama jiken) ou l'affaire d'agrément secret sur Okinawa (沖縄密約事件, Okinawa mitsuyaku jiken) est une affaire où Takichi Nishiyama (西山太吉), un journaliste du Mainichi Shinbun, a dévoilé un accord secret à un député du parti socialiste japonais, et est jugé coupable avec sa complice.

## Déroulement
En 1971, un accord sur la restitution d'Okinawa est conclu entre le Japon et les États-Unis. Cependant un accord secret prévoit que le gouvernement japonais paye les frais de restauration (approximativement 4 millions de dollars) des terrains militaires en terre cultivable.
Pour obtenir des preuves, Nishiyama aurait séduit Kikuko Hasumi (蓮見喜久子), une employée du Ministère des Affaires étrangères, qui lui a fourni une copie des documents confidentiels.
Face au peu d'impact de son article publié en juin 1971, Nishiyama confia ces documents à Takahiro Yokoji (横路孝弘)[réf. nécessaire], un député de l'opposition du Parti socialiste japonais, donnant une tournure politique à l'affaire. Ces documents sont alors utilisés fin mars 1972 en assemblée parlementaire, provoquant des tumultes conduisant à l'arrestation de Nishiyama et Hasumi en avril 1972.
Hasumi et Nishiyama furent condamnés lors du premier procès. À la suite de la révélation de la liaison extra-conjugale entre Hasumi et Nishiyama, le procès se focalisa plus sur les modalités d'obtention des documents que sur l'accord secret dévoilé par ces documents.
Hasumi ne fit pas appel, contrairement à Nishiyama qui quitte le Mainichi Shimbun en 1974, et dont la culpabilité sera confirmée par la cour suprême en 1978, suit au rejet de son appel.
Même si les États-unis ont rendu public le document de l'accord, qu'on peut consulter à NARA, le gouvernement du Japon continue à démentir l'existence de l'agréement. Mais le 1er décembre 2009, Bunroku Yoshino (吉野文六), l'officiel qui était chargé cet agrément, témoigna sur l'existence de l'agrément.

## Influence
- La plupart des titres de presse ont reporté cette affaire comme étant une pression sur le journalisme. Mais quand le procureur Michio Sato (佐藤道夫?) révéla l'adultère de Nishiyama et Hasumi, Mainichi shinbun s'excusa, et les autres titres de presse critiquèrent Nishiyama, qui changea sa posture selon l'utilité de Hasumi. Et l'existence de l'accord secret n'a plus intéressé les titres de presse.

- Mainichi shinbun fit faillite en 1975[8] à cause du boycottage[9].